# Årup
Årup är en mindre herrgård/villa i Ivetofta socken i Bromölla kommun. 
Huvudbyggnaden är av sten med torn och två flyglar, uppförd 1884 efter ritning av arkitekten Mauritz Frohm, förutom flyglarna som är av äldre datum. Hustypen är en form av större villa som blev populär i slutet på 1800-talet och kom att ersätta de äldre herrgårdarna. Ett annat exempel i samma stil är Oretorp. 

## Historia
Första kända ägare till Årup var Sophie Brahe, som bodde på godset år 1618. Godset köptes på 1700-talet av Wilhelm Julius Coyet. Det gjordes till fideikommiss inom släkten Coyet 1794 av Magdalena Sofia Coyet. Godset ärvdes 1796 av hennes systerdotter Ulrika Sparre som var gift med riksdrotsen, greve Carl Axel Trolle-Wachtmeister. När Ulrika Sparre dog gick Årup vidare till familjen Wachtmeister. Sedan dess hör Årup tillsammans med Trolle-Ljungby till Trolle-Wachtmeisters fideikommiss.

## Ägandelängd Årups fideikommiss
- 1794–1796: Fröken Magdalena Sofia Coyet.[1]
- 1808–1810: En av rikets herrar greve Carl Axel Trolle-Wachtmeister.
- 1810–1871: En av rikets herrar greve Hans Gabriel Trolle-Wachtmeister.
- 1871–1907: Landshövdingen greve Axel Knut Trolle-Wachtmeister.
- 1907–1922: Överstekammarjunkaren greve Hans Gustaf Trolle-Wachtmeister.
- 1922–1956: Förste hovstallmästaren greve Oscar Carl-Axel Fredrik Trolle-Wachtmeister.
- 1956–2023: Ryttmästaren greve Hans-Gabriel Trolle-Wachtmeister.